# Manhattan Life Insurance Building
Manhattan Life Insurance Building – budynek w Nowym Jorku, jeden z najstarszych drapaczy chmur w tym mieście, wzniesiony w stylu francuskiego neorenesansu, wyburzony w 1930 roku. Z wysokością 106,1 m (348 stóp) jako pierwszy wieżowiec przekroczył barierę 100 m. Był najwyższym budynkiem świata w latach 1894-1899.

## Historia
Pragnąc stworzyć architektoniczny symbol aby przyćmić swoich konkurentów, w 1892 towarzystwo ubezpieczeniowe Manhattan Life rozpoczęło starania o budowę nowej siedziby pod nr 64-66 Broadway naprzeciwko Trinity Church, wybierając architektów
Kimballa i Thompsona. Budynek, który miał zarówno przyczynić się do wzrostu prestiżu, jak i zarobków przedsiębiorstwa, został zaprojektowany jako najwyższy w Nowym Jorku. Gdy został ukończony w 1894, pokryty granitem, terakotą oraz cegłą budynek wznosił się 106,1m ponad poziom chodnika. 
Na poziomie najwyższych kondygnacji pokryty miedzią żelazny mostek łączył klatki schodowe obu wież przypominającej nieco literę U budowli.
Budynek był prekursorem kilku rozwiązań inżynieryjnych: przy konstrukcji fundamentów użyto pneumatycznych kesonów zaprojektowanych przez inżyniera Charlesa Sooysmitha. Wnętrze było klimatyzowane przez jeden z pierwszych na świecie systemów elektrycznej wentylacji.
Mimo rozbudowy o dwa dodatkowe skrzydła w 1904, budynek został bardzo szybko przytłoczony przez gwałtownie rozwijającą się wysokościową zabudowę Manhattanu.
Manhattan Life Insurance Building został wyburzony w 1930 aby zwolnić miejsce dla Irving Trust Bank Headquarters Building, obecnie znanej jako One Wall Street.